# Charles Liebrechts

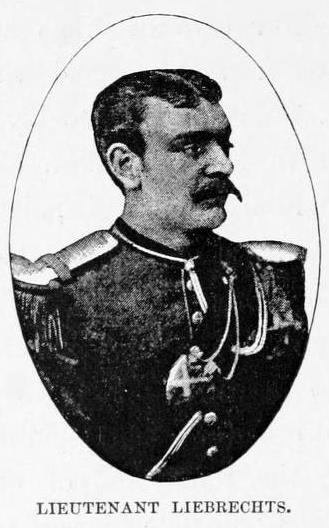
Liebrechts als Leutnant

Charles Adolphe Marie Liebrechts (* 7. Mai 1858 in Antwerpen, Belgien; † 14. Juli 1938 in Brüssel, Belgien) war ein belgischer Soldat, Forschungsreisender und Kolonialadministrator, der unter anderem ab Mitte der 1880er Jahre für den belgischen König Leopold II. im Kongo-Freistaat diente. Er beendete seine Karriere als Generalmajor.

## Biographie

### Frühe Jahre (1851–1882)
Liebrechts Eltern waren Francois Liebrechts und Marie Huybrechts. Im Alter von 16 Jahren trat er in die belgische Armee ein und diente zunächst bei den 3. Chasseurs à Pied (deS etwa Jäger zu Fuß). 1876 trat er in die Königliche Militärakademie ein und spezialisierte sich im Artillerie- und Pionierwesen. 1881 wurde er zum Leutnant ernannt und der Artillerie des 5. Regiments zugeteilt.
Auf Beschluss von König Leopold, der Force Publique, der damaligen Militärmacht im Kongo, auch eine Artilleriekomponente hinzuzufügen, wurde General Nicaise beauftragt, geeignete Kandidaten zu finden. Ende 1882 empfahl Nicaise Liebrechts, der daraufhin seine Instruktionen direkt vom König erhielt.

### Im Kongo (1883–1889)
Am 7. März 1883 trat Liebrechts als Agent der Association internationale du Congo von Liverpool aus seine erste Reise in den Kongo an. Auf der Biafra führte er zwei Batterien Gebirgsartillerie mit sich, um diese in die Region des oberen Kongo zu transportieren. In Léopoldville angekommen traf er Henry Morton Stanley, der gerade eine große Expedition zur Gründung neuer Stützpunkte am oberen Kongo vorbereitete. Liebrechts schloss sich mit einer der mitgeführten Kanonen der Expedition an. In Bolobo angekommen, vermittelte Stanley in einem Konflikt zwischen dem Stationspersonal und einem indigenen Oberen aus der Region. Anschließend gab er das Stationskommando an Liebrechts. Die Indigenen aus der Ethnie der Yanzi verhielten sich allerdings weiterhin feindselig und brannten im November 1883 die Gebäude der Station nieder.
Am 3. April 1884 erreichte eine kleine Flottille unter Edmond Hanssens Bolobo. Inzwischen war es Liebrechts gelungen, den Frieden vor Ort zu sichern. Sie setzten die Reise stromaufwärts fort und gründeten die Station N’Gandu und handelten mit lokalen Oberen der Region Schutzverträge aus.
Ab dem 11. November 1884 war Liebrechts erneut Teil einer Expedition unter dem Kommando von Hanssens, der die Gruppe von Léopoldville aus wiederum stromaufwärts führte. Nach einem Aufenthalt in Kimpoko, wo Edde Gleerup von Bord ging, setzte die Gruppe die Reise bis nach Msuata fort, das am 24. November 1884 erreicht wurde. Vor Ort trafen sie Pierre Savorgnan de Brazza und Attilio Pécile von der französischen Mission, die mit dem Kanu zum Alima unterwegs waren. Liebrechts verblieb in der Folge in Msuata und wechselte 1885 als Kommandant zur Station Équateur.
Vom Juni 1886 bis zum 2. Februar 1887 machte Liebrechts Urlaub in Belgien.[2] Anschließend war er in Léopoldville, dem strategische Zentrum von dem aus das gesamte Oberkongogebiet versorgt wurde, eingesetzt. Hier war er aktiv an der Entwicklung der Station und der Hafeninfrastruktur beteiligt.

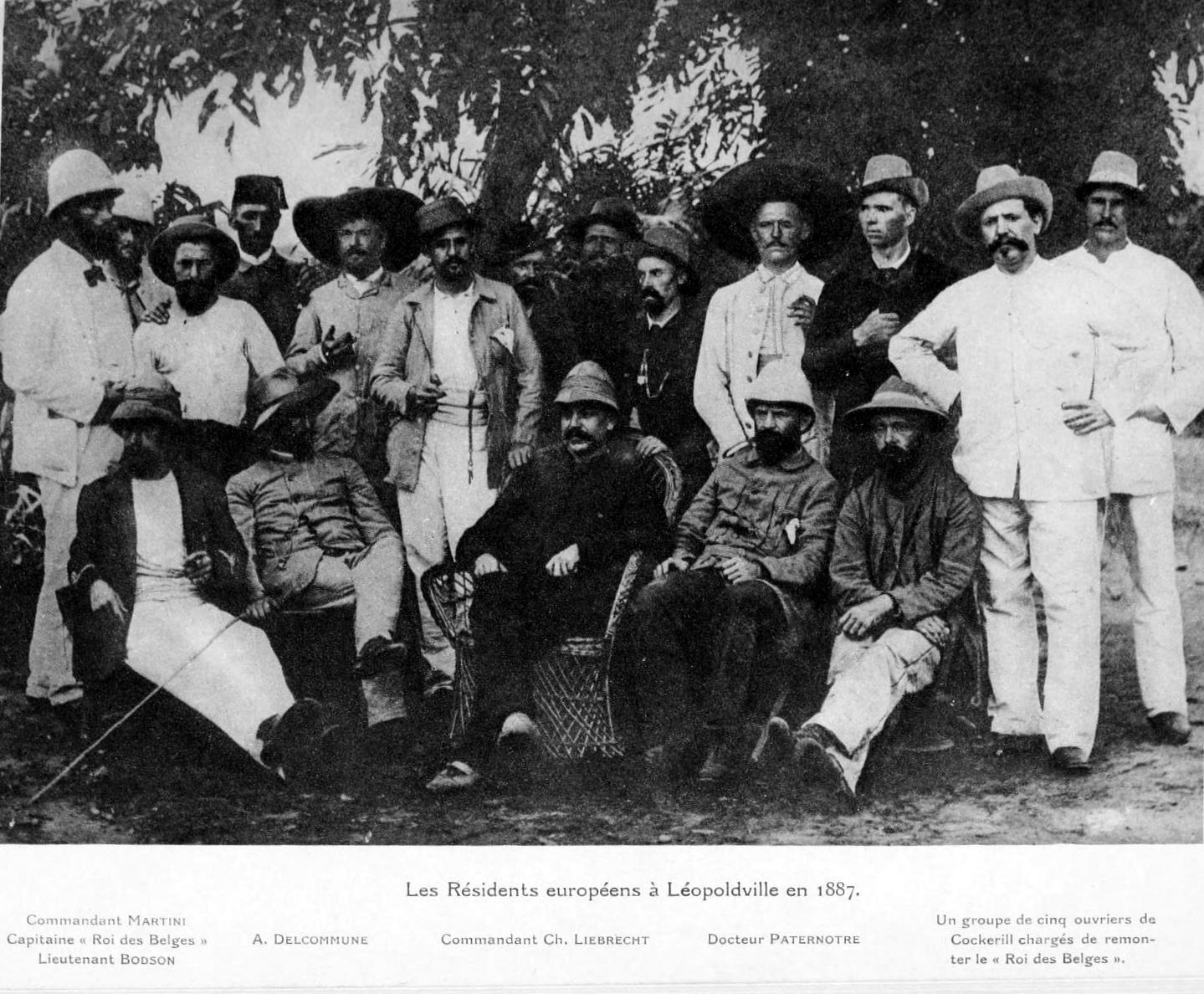
Liebrechts (In der Bildmitte), als Resident in Léopoldville, 1887

Als Stanley mit der Emin Pascha Entsatzexpedition in Léopoldville eintraf, konnte Liebrechts ihm die benötigten Dampfer zur Verfügung zu stellen. Anschließend widmete er sich der Organisation von Werkstätten, der Slipanlage sowie der Bevorratung und Versorgung der Station und ebnete so den Weg für eigene Schiffsbauten in der Kolonie. Im März 1888 konnte die Roi des Belges für die Compagnie du Congo pour le Commerce et l’Industrie (CCCI) und im Oktober 1888 die Ville de Bruxelles, ein 35-Tonnen-Dampfer mit einem Holzrumpf aus dem Lukolela-Wald, in Dienst gestellt werden. Am 27. Oktober 1888 wurde Liebrechts zum Bezirkskommissar 1. Klasse ernannt. Er verließ Léopoldville am 17. März 1889 und erreichte Brüssel im Mai. Am 20. Juni 1889 heiratete er Marguerite Deymann in Schaerbeek.

### Zentrale Verwaltung (1889–1909)
Liebrechts trat nun der Zentralverwaltung der Kolonie in Belgien bei und wurde mit der Leitung der Innenabteilung des Kongo-Freistaats unter Generalgouverneur Camille Janssen betraut. Die Abteilung war von 1889 bis 1891 sehr aktiv bei den Bemühungen, die Kolonie in Richtung Nil im Nordosten und Katanga im Südosten auszudehnen. Liebrechts war auch an der diplomatischen Arbeit auf der Brüsseler Anti-Sklaverei-Konferenz beteiligt, wo er als technischer Delegierter des Kongo-Freistaats fungierte. Im Juli 1891 wurde er zum Generalsekretär des Innenministeriums ernannt und ersetzte Théophile Wahis, der Vizegouverneur des Kongo wurde. Seine Beförderung war wohl auch dem Einfluss von Außenminister Edmond van Eetvelde zu verdanken, der ab 1890 Leiter des belgischen Innen- und Außenministeriums war. Liebrechts und van Eetvelde standen einer Expansion in Richtung Nil, die vom König angestrebt wurde, eher kritisch gegenüber.
Als Van Eetvelde 1898 in den Ruhestand ging, gewann Liebrechts mehr politischen Einfluss, obwohl der König immer noch die Kontrolle über die Ministerien hatte und Liebrechts nur als Abteilungsleiter betrachtete. Während der Untersuchungskommission von 1905 bis 1906 gab es den Verdacht, dass Liebrechts mit den Konzessionsunternehmen kompromittiert war, insbesondere mit der Société Anversoise de Commerce au Congo, deren Mitbegründer und Anteilseigner sein Schwiegervater war und in der sein Bruder Louis Liebrechts als Direktor in Afrika tätig war. Richter Marcellin De Saegher erhob Vorwürfe, Louis Liebrechts sei Urheber mehrerer Verbrechen gegen die lokale Bevölkerung, wobei Charles Liebrechts ihn in Brüssel deckte. Aus den Archiven geht hervor, dass Liebrechts der Position des Königs folgte und die Gräueltaten allgemein herunterspielte, aber selbst wohl nicht – im Gegensatz zu seinem Bruder –  in konkrete Fälle verwickelt war. Am 15. November 1908 wurde der Kongo-Freistaat von Belgien als Belgisch-Kongo annektiert und Liebrechts Mandat endete.

### Spätere Karriere (1909–1938)
Vor Ausbruch des Ersten Weltkriegs im Jahr 1914 begann Liebrecht sich in der Geschäftswelt mit Unternehmen wie der Société commerciale et financière africaine zu engagieren. Nach dem Krieg wurde er Direktor von Unternehmen wie Chemin de fer du Congo supérieur aux Grands Lacs (CFL), Compagnie belge maritime du Congo, Compagnie du Kasaï und John Cockerill. Er war auch Delegierter der Regierung bei der Compagnie du Katanga und Delegierter von Belgisch-Kongo bei der Chemin de fer du Bas-Congo au Katanga (BCK). 1928 wurde er Vollmitglied der Abteilung für technische Wissenschaften des neu gegründeten Königlichen Belgischen Kolonialinstituts. 1933 erhob ihn König Albert I. in den Ritterstand. Sein Leben lang blieb Liebrechts ein Verteidiger des Freistaats Kongo und König Leopold II. Er starb am 14. Juli 1938 in Brüssel und wurde am 18. Juli 1938 auf dem Schaerbeek-Friedhof beigesetzt.

## Auszeichnungen
Liebrechts erhielt die folgenden Orden:
- Großoffizier des belgischen Leopoldordens,
- Großoffizier des belgischen Kronenordens
- Großkreuz des belgischen Löwenordens
- belgisches Militärkreuz 1. Klasse
- Étoile de Service

## Veröffentlichungen
- Congo: suite à mes souvenirs d'Afrique: vingt années à l'Administration centrale de l'Etat indépendant du Congo (1889-1908). Office de Publicité. Brüssel. 1920.
- Léopold II, fondateur d'empire. Office de Publicité. Brüssel. 1932.
- Souvenirs d'Afrique: Congo: Léopoldville, Bolobo, Equateur (1883-1889). Lebègue. Brüssel. 1909.